# Дубовый (Астраханская область)
Дубовый — хутор в Ахтубинском районе Астраханской области России. Входит в состав Пологозаймищенского сельсовета.

## География
Хутор находится в северо-восточной части Астраханской области, в Волго-Ахтубинской пойме, на расстоянии примерно 26 километров (по прямой) к северо-западу от города Ахтубинск, административного центра района. Уличная сеть представлена одним объектом — ул. Озёрная.
Абсолютная высота — 13 метров ниже уровня моря.

Климат
умеренный, резко континентальный. Характеризуется высокими температурами летом и низкими — зимой, малым количеством осадков, а также большими годовыми и летними суточными амплитудами температуры воздуха.

## Население
| 2002 | 2010 |
| ---- | ---- |
| 27   | ↘11  |

национальный и гендерный состав
По данным Всероссийской переписи, в 2010 году численность населения хутора составляла 11 человек (6 мужчин и 5 женщин). Согласно результатам переписи 2002 года, в национальной структуре населения казахи составляли 50 %, русские — 46 %.